# Minh Le
Minh Le (Vietnamita: Lê Minh, Vietnam; 27 de junio de 1977), conocido también por su pseudónimo en línea Gooseman, es un desarrollador de videojuegos canadiense.
Es reconocido por crear en 1999 junto con Jess Cliffe el popular mod Counter-Strike para el videojuego Half-Life, y trabajó durante 8 años en Corea desarrollando Tactical Intervention, un videojuego multijugador de disparos en primera persona. Actualmente trabaja como contratista para el juego multijugador de disparos en primera persona Rust. En los juegos en los que ha trabajado, Le siempre ha sido programador, artista o diseñador.
Su apodo proviene de Shane Gooseman, uno de los personajes principales de la serie de Guardianes de la Galaxia.

## Desarrollo profesional
Le comenzó su carrera en 1996 trabajando con el kit de desarrollo de software de Quake, un juego de id Software. Pasado un año, había completado su primer mod, Navy SEALs, el predecesor espiritual de Counter-Strike. Mientras trabajaba con el mod Action Quake 2, se le ocurrió la idea de Counter-Strike y entabló amistad con el administrador web de Action Quake 2, Jess Cliffe.
Le comenzó a desarrollar Counter-Strike como un mod para Half-Life estando en su tercer año de carrera en la Universidad Simón Fraser, donde posteriormente obtendría un título en Ciencias de la Computación. Pasaba más tiempo escribiendo el mod que estudiando (unas 20 horas a la semana), y la versión beta de Counter-Strike se lanzó en junio de 1999. Viendo que la popularidad del juego sobrepasaba todas las expectativas, la pareja lanzó varias versiones beta adicionales en los meses siguientes.
Al llegar a la cuarta versión, la compañía de desarrollo de software Valve, creadora de Half-Life, comenzó a asistir en el desarrollo de Counter-Strike. En el año 2000, Valve compró los derechos del mod y contrató a Le y Cliffe. Le siguió desarrollando Counter-Strike y juegos relacionados en Bellevue, Washington, Estados Unidos, entre ellos una secuela llamada Counter-Strike 2 que acabó siendo archivada indefinidamente por Valve.
Tras la archivación de su proyecto Counter-Strike 2, Le dejó Valve para comenzar su propio proyecto. Después de dos años desarrollándolo, se mudó a Corea del Sur en 2008 y empezó a trabajar para una empresa llamada FIX Korea que le proporcionó fondos para continuar con el desarrollo de su proyecto. Éste se reveló finalmente como el juego Tactical Intervention, un juego de estilo similar a Counter-Strike creado con una versión modificada del motor Source de Valve.

## Menciones
En 2003, un editorial de GameSpy citó a Minh Le como la razón más importante de que Half-Life fuera tan popular incluso cinco años después de su lanzamiento. IGN otorgó a la pareja de desarrolladores originales, Cliffe y Le, el puesto 14 en su lista «Top 100 desarrolladores de juegos de todos los tiempos».